# 에버렛 슬론
에버렛 슬론(Everett Sloane, 1909년 10월 1일 ~ 1965년 8월 6일)은 미국의 라디오, 극장, 영화와 텔레비전에 출연했던 성격파 배우이다.
그는 배우 말고도 송라이터나 극을 연출하기도 하였다. 1965년 8월 6일, 바르비투르산 과다 복용으로 인해 사망하였다.

## 참여 작품
- 시민 케인
- 상하이에서 온 여인
- 더 맨 (1950년 영화)
- 사막의 여우 롬멜
- 빅 나이프
- 상처 뿐인 영광
- 열정의 랩소디